# Paludititan
Paludititan (лат.) — род ящеротазовых динозавров из клады Lithostrotia, живших в конце мелового периода (70,6—66,0 млн лет назад) на территории современной Румынии. Типовой и единственный вид — Paludititan nalatzensis.
Остатки завропода найдены в верхнемеловых отложениях (верхний маастрихт) геологической формации Санпетру (Sânpetru Formation) в бассейне Хацег (Haţeg Basin). Состоят из костей позвонков, хвостовых позвонков, рёбер, таза и частично когтей ног.
Таксон описал палеонтолог Золтан Чики (Zoltán Csiki) из Университета Бухареста в августе 2010 года вместе с другими учёными (Vlad Codrea, Cǎtǎlin Jipa-Murzea и Pascal Godefroit).
Родовое название образовано от лат. palus — «болото» и др.-греч. titan — «большой», ссылаясь на размеры завропода. Название вида дано по глинистым отложениям Nǎlaţ-Vad.
В результате детального кладистического анализа было выявлено, что Paludititan имеет общие черты с другими членами группы Titanosauria, однако точное положение на эволюционном дереве не определено. Тем не менее новые находки позволят учёным лучше представить эволюцию завропод на территории Румынии, а также прояснить таксономическое положение другого современника Paludititan — Magyarosaurus.